# جاي جي. بانون
جاي جي. بانون (بالإنجليزية: J. G. Bannon)‏ هو لاعب كرة قدم أمريكية أمريكي، ولد في 1 مايو 1874 في ماريلند في الولايات المتحدة، وتوفي في 19 يناير 1937 في جيساب (ماريلند) في الولايات المتحدة.